# Света Петка (Бујановац)
Света Петка је насеље у Србији у општини Бујановац у Пчињском округу. Према попису из 2022. било је 288 становника.

## Историја
Свечано је 1896. године прослављена у месту школска слава Св. Сава. Чинодејствовао је у цркви и српској школи парох поп Јевтимије Поповић.

## Демографија
У насељу Света Петка живи 251 пунолетни становник, а просечна старост становништва износи 36,1 година (33,6 код мушкараца и 39,0 код жена). У насељу има 72 домаћинства, а просечан број чланова по домаћинству је 4,64.
Ово насеље је великим делом насељено Србима (према попису из 2002. године).
|  |

| Демографија | Демографија | Демографија |
| Година      | Становника  | Становника  |
| ----------- | ----------- | ----------- |
| 1948.       | 323         |             |
| 1953.       | 341         |             |
| 1961.       | 319         |             |
| 1971.       | 295         |             |
| 1981.       | 308         |             |
| 1991.       | 307         | 303         |
| 2002.       | 334         | 344         |
| 2022.       | 288         |             |

| Етнички састав према попису из 2002.‍ | Етнички састав према попису из 2002.‍ | Етнички састав према попису из 2002.‍ | Етнички састав према попису из 2002.‍ | Етнички састав према попису из 2002.‍ |
| ------------------------------------ | ------------------------------------ | ------------------------------------ | ------------------------------------ | ------------------------------------ |
|                                      |                                      |                                      |                                      |                                      |
| Срби                                 | Срби                                 |                                      | 333                                  | 99,70%                               |
| непознато                            | непознато                            |                                      | 1                                    | 0,29%                                |

| Година пописа     | 1948. | 1953. | 1961. | 1971. | 1981. | 1991. | 2002. |
| ----------------- | ----- | ----- | ----- | ----- | ----- | ----- | ----- |
| Број домаћинстава | 49    | 51    | 54    | 58    | 72    | 73    | 72    |

| Број чланова      | 1 | 2 | 3 | 4  | 5  | 6  | 7 | 8 | 9 | 10 и више | Просек |
| ----------------- | - | - | - | -- | -- | -- | - | - | - | --------- | ------ |
| Број домаћинстава | 4 | 6 | 9 | 15 | 14 | 14 | 8 | 1 | 0 | 1         | 4,64   |

| Пол    | Укупно | Неожењен/Неудата | Ожењен/Удата | Удовац/Удовица | Разведен/Разведена | Непознато |
| ------ | ------ | ---------------- | ------------ | -------------- | ------------------ | --------- |
| Мушки  | 135    | 38               | 90           | 6              | 0                  | 1         |
| Женски | 126    | 19               | 89           | 16             | 1                  | 1         |
| УКУПНО | 261    | 57               | 179          | 22             | 1                  | 2         |

| Пол    | Укупно                    | Пољопривреда, лов и шумарство | Рибарство                            | Вађење руде и камена | Прерађивачка индустрија       |
| ------ | ------------------------- | ----------------------------- | ------------------------------------ | -------------------- | ----------------------------- |
| Мушки  | 83                        | 14                            | 0                                    | 3                    | 23                            |
| Женски | 46                        | 4                             | 0                                    | 0                    | 23                            |
| УКУПНО | 129                       | 18                            | 0                                    | 3                    | 46                            |
| Пол    | Производња и снабдевање   | Грађевинарство                | Трговина                             | Хотели и ресторани   | Саобраћај, складиштење и везе |
| Мушки  | 0                         | 9                             | 5                                    | 3                    | 5                             |
| Женски | 0                         | 0                             | 4                                    | 0                    | 0                             |
| УКУПНО | 0                         | 9                             | 9                                    | 3                    | 5                             |
| Пол    | Финансијско посредовање   | Некретнине                    | Државна управа и одбрана             | Образовање           | Здравствени и социјални рад   |
| Мушки  | 0                         | 0                             | 11                                   | 1                    | 3                             |
| Женски | 0                         | 0                             | 2                                    | 4                    | 8                             |
| УКУПНО | 0                         | 0                             | 13                                   | 5                    | 11                            |
| Пол    | Остале услужне активности | Приватна домаћинства          | Екстериторијалне организације и тела | Непознато            | Непознато                     |
| Мушки  | 4                         | 0                             | 0                                    | 2                    | 2                             |
| Женски | 0                         | 0                             | 0                                    | 1                    | 1                             |
| УКУПНО | 4                         | 0                             | 0                                    | 3                    | 3                             |